# NGC 2276
NGC 2276 = Arp 25 ist eine Balken-Spiralgalaxie vom Hubble-Typ SBc im Sternbild Kepheus am Nordsternhimmel. Sie ist rund 115 Millionen Lichtjahre von der Milchstraße entfernt und hat einen Durchmesser von etwa 75.000 Lichtjahren. Die chaotisch asymmetrische Struktur der Spiralarme und die ausgedehnten Sternentstehungsgebiete scheinen auf eine Wechselwirkung mit der nahe gelegenen NGC 2300 zu deuten.
Gemeinsam mit zwölf weiteren Galaxien bildet sie die NGC 2276-Gruppe.
Das Objekt wurde am 26. Juni 1876 von dem deutschen Astronomen Friedrich August Theodor Winnecke entdeckt.
Halton Arp gliederte seinen Katalog ungewöhnlicher Galaxien nach rein morphologischen Kriterien in Gruppen. Diese Galaxie gehört zu der Klasse Spiralgalaxien mit einem ausgeprägten Arm (Arp-Katalog).
Die Supernovae SN 1962Q, SN 1968V (Typ-II), SN 1968W, SN 1993X (Typ-II), SN 2005dl (Typ-II) und SN 2016gfy (Typ-II) wurden hier beobachtet.
Die Galaxie beherbergt acht ultraleuchtkräftige Röntgenquellen, von denen eine ein mittelschweres Schwarzes Loch ist, das sich auf einem der Spiralarme befindet.
NGC 2276 gehört zu den sogenannten Quallengalaxien und ist starkem hydrodynamischem Druck ausgesetzt. Sie besitzt einen etwa 100kpc langen Gasschweif, der im Radio- und Röntgenbereich sichtbar ist.

Hochaufgelöste Aufnahme, Hubble-Weltraumteleskop
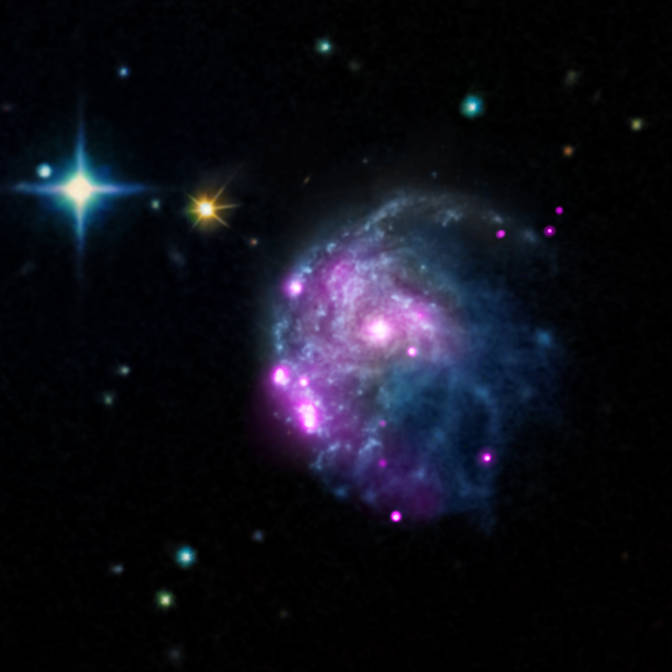
Röntgenstrahlung, abgebildet mittels Chandra-Weltraumteleskop

## NGC 2276-Gruppe (LGG 145)
| Galaxie   | Alternativname | Entfernung/Mio. Lj |
| --------- | -------------- | ------------------ |
| NGC 2276  | PGC 21039      | 115                |
| NGC 2268  | PGC 20458      | 106                |
| NGC 2300  | PGC 21231      | 92                 |
| IC 455    | PGC 21334      | 99                 |
| IC 469    | PGC 22213      | 100                |
| IC 499    | PGC 24602      | 91                 |
| IC 512    | PGC 25451      | 79                 |
| PGC 19670 | UGC 3496       | 78                 |
| PGC 19878 | UGC 3522       | 102                |
| PGC 22640 | UGC 4078       | 90                 |
| PGC 24001 | UGC 4348       | 94                 |
| PGC 25240 | UGC 4612       | 79                 |
| PGC 21547 | UGC 3890       | 98                 |